# Florence (Oregon)

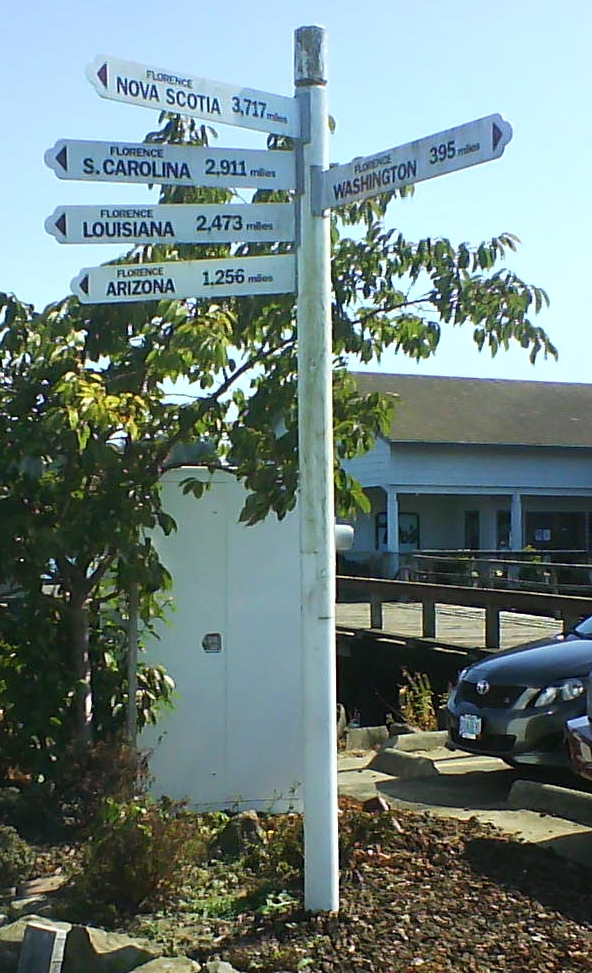
Észak-Amerika Florence nevet viselő városainak távolságát jelző tábla az óvárosban

Florence az Amerikai Egyesült Államok északnyugati részén, Oregon állam Lane megyéjében, a Siuslaw-folyó torkolatánál, Newport és Coos Bay között, a 101-es út mentén helyezkedik el. A 2010. évi népszámláláskor 8 466 lakosa volt. A város területe 15,2 km², melyből 1,48 km² vízi.

## Történet
A területen eredetileg a siuslaw indiánok éltek. Egyesek szerint a város nevét a megyét 1858-1860 között képviselő A. B. Florence szenátorról kapta; mások szerint neve a Siuslaw-folyó torkolatánál 1875. február 7-én zátonyra futott csatahajó nevéből ered.

## Földrajz és éghajlat

### Földrajz
A Népszámlálási Hivatal adatai alapján a város területe 15,2 km², melyből 1,48 km² vízi.
A város az óceán partján, közvetlenül az Oregon Dunes National Recreation Areatól északra, a Siuslaw-folyó torkolatánál fekszik; szélességi foka megegyezik Eugene-nal; körülbelül Newport és Coos Bay között félúton található. A Heceta Beachen található Driftwood Shores Hotel területét 2008-ban a városhoz csatolták.
Florence-től délre, szintén a 101-es út mentén található Glenada, 42 km-re északra pedig Yachats.

### Éghajlat
A térség nyarai melegek (de nem forróak) és szárazak; a havi maximum átlaghőmérséklet 22 °C. A Köppen-skála alapján a város éghajlata meleg nyári mediterrán. A legcsapadékosabb a november–január, a legszárazabb pedig a július–augusztus közötti időszak. A legmelegebb hónap július, a leghidegebb pedig január.
| Hónap                         | Jan.  | Feb.  | Már. | Ápr. | Máj. | Jún. | Júl. | Aug. | Szep. | Okt. | Nov. | Dec.  | Év    |
| ----------------------------- | ----- | ----- | ---- | ---- | ---- | ---- | ---- | ---- | ----- | ---- | ---- | ----- | ----- |
| Rekord max. hőmérséklet (°C)  | 18,3  | 23,9  | 25,6 | 30,0 | 33,3 | 36,1 | 35,0 | 39,4 | 36,1  | 33,3 | 20,6 | 18,0  | 39,4  |
| Átlagos max. hőmérséklet (°C) | 8,9   | 10,6  | 11,7 | 13,3 | 15,6 | 17,2 | 18,9 | 18,9 | 18,9  | 15,0 | 11,1 | 8,3   | 14,0  |
| Átlaghőmérséklet (°C)         | 6,1   | 7,0   | 7,8  | 9,2  | 11,4 | 14,8 | 14,8 | 14,8 | 14,2  | 11,1 | 8,1  | 5,8   | 10,4  |
| Átlagos min. hőmérséklet (°C) | 3,3   | 3,3   | 3,9  | 5,0  | 7,2  | 9,4  | 10,6 | 10,6 | 9,4   | 7,2  | 5,0  | 3,3   | 6,5   |
| Rekord min. hőmérséklet (°C)  | −10,0 | −10,6 | −7,2 | −1,7 | −0,6 | −2,8 | 0,7  | 3,9  | 0,0   | −4,4 | −6,7 | −12,8 | −12,8 |
| Átl. csapadékmennyiség (mm)   | 295   | 218   | 216  | 132  | 97   | 71   | 20   | 25   | 51    | 140  | 267  | 295   | 1827  |
| Forrás: The Weather Channel   |       |       |      |      |      |      |      |      |       |      |      |       |       |

## Népesség

### 2010
A 2010-es népszámláláskor a városnak 8 466 lakója, 4 226 háztartása és 2 374 családja volt. A népsűrűség 616,8 fő/km². A lakóegységek száma 5 103, sűrűségük 371,7 db/km². A lakosok 92,5%-a fehér, 0,3%-a afroamerikai, 1,3%-a indián, 1%-a ázsiai, 1,4%-a egyéb-, 3,2% pedig kettő vagy több etnikumú. A spanyol vagy latino származásúak aránya 5,4% (4,4% mexikói, 0,1% Puerto Ricó-i, 0,2% kubai, 0,7% pedig egyéb spanyol/latino származású).
A háztartások 15,8%-ában élt 18 évnél fiatalabb. 43,7% házas, 9,2% egyedülálló nő, 3,3% pedig egyedülálló férfi; 43,8% pedig nem család. 37% egyedül élt; 21,9%-uk 65 éves vagy idősebb. Egy háztartásban átlagosan 1,98 személy élt; a családok átlagmérete 2,51 fő.
A medián életkor 57 év volt. A város lakóinak 13,9%-a 18 évesnél fiatalabb, 5,9% 18 és 24 év közötti, 15,5%-uk 25 és 44 év közötti, 28,4%-uk 45 és 64 év közötti, 36,4%-uk pedig 65 éves vagy idősebb. A lakosok 46,4%-a férfi, 53,6%-uk pedig nő.

### 2000
A 2000-es népszámláláskor a városnak 7 263 lakója, 3 564 háztartása és 2 146 családja volt. A népsűrűség 570 fő/km². A lakóegységek száma 4 174, sűrűségük 327,6 db/km². A lakosok 95,9%-a fehér, 0,3%-a afroamerikai, 0,9%-a indián, 0,6%-a indián, 0,1%-a a csendes-óceáni szigetekről származik, 0,56%-a egyéb, 1,67%-a pedig kettő- vagy több etnikumú. A spanyol vagy latino származásúak aránya 2,37% (1,6% mexikói, 0,1% Puerto Ricó-i, 0,7% pedig egyéb spanyol/latino származású).
A háztartások 16,9%-ában élt 18 évnél fiatalabb. 48,6% házas, 9,3% egyedülálló nő; 39,8% pedig nem család. 34,4% egyedül élt; 21,7%-uk 65 éves vagy idősebb. Egy háztartásban átlagosan 2,02 személy élt; a családok átlagmérete 2,57 fő.
A város lakóinak 16,8%-a 18 évnél fiatalabb, 5%-a 18 és 24 év közötti, 16%-a 25 és 44 év közötti, 23,9%-a 45 és 64 év közötti, 38,2%-a pedig 65 éves vagy idősebb. A medián életkor 56 év volt. Minden 18 évnél idősebb 100 nőre 84,8 férfi jut; a 18 évnél idősebb nőknél ez az arány 82,1.
A háztartások medián bevétele 30 505 amerikai dollár, ez az érték családoknál $36 784. A férfiak medián keresete $30 962, míg a nőké $23 878. A város egy főre jutó bevétele (PCI) $18 008. A családok 14,4%-a, a teljes népesség 10%-a élt létminimum alatt; a 18 év alattiaknál ez a szám 25,9%, a 65 évnél idősebbeknél pedig 8,3%.

## Gazdaság
Korábban a város főként faiparból, halászatból és mezőgazdaságból tartotta fenn magát; ma a legjelentősebb üzletág a turizmus. A Confederated Tribes of Coos, Lower Umpqua and Siuslaw Indians számos helyi vállalkozást működtet: ezek többek között a Sand Master Park, a Mo's Restaurant éttermek és a Three Rivers kaszinó.
Siuslaw kikötőjében lehetőség van a kereskedelmi halászatra. A város lakosságának egyharmada nyugdíjasokból tevődik össze; az idősebbek körében is egyre nagyobb teret hódít a sandboarding.

## Infrastruktúra

### Oktatás
A várost a Siuslawi Iskolakerület szolgálja ki, melynek három iskolája van. Ezek a következők: Siuslaw Általános Iskola, Siuslaw Középiskola és Siuslaw Gimnázium. Ezenfelül a Lane Közösségi Főiskola egyik campusa a városban van.

### Egészségügy
A megye nyugati részét a Peace Harbor Hospital szolgálja ki, ami egyben a környék legnagyobb foglalkoztatója.

### Közlekedés

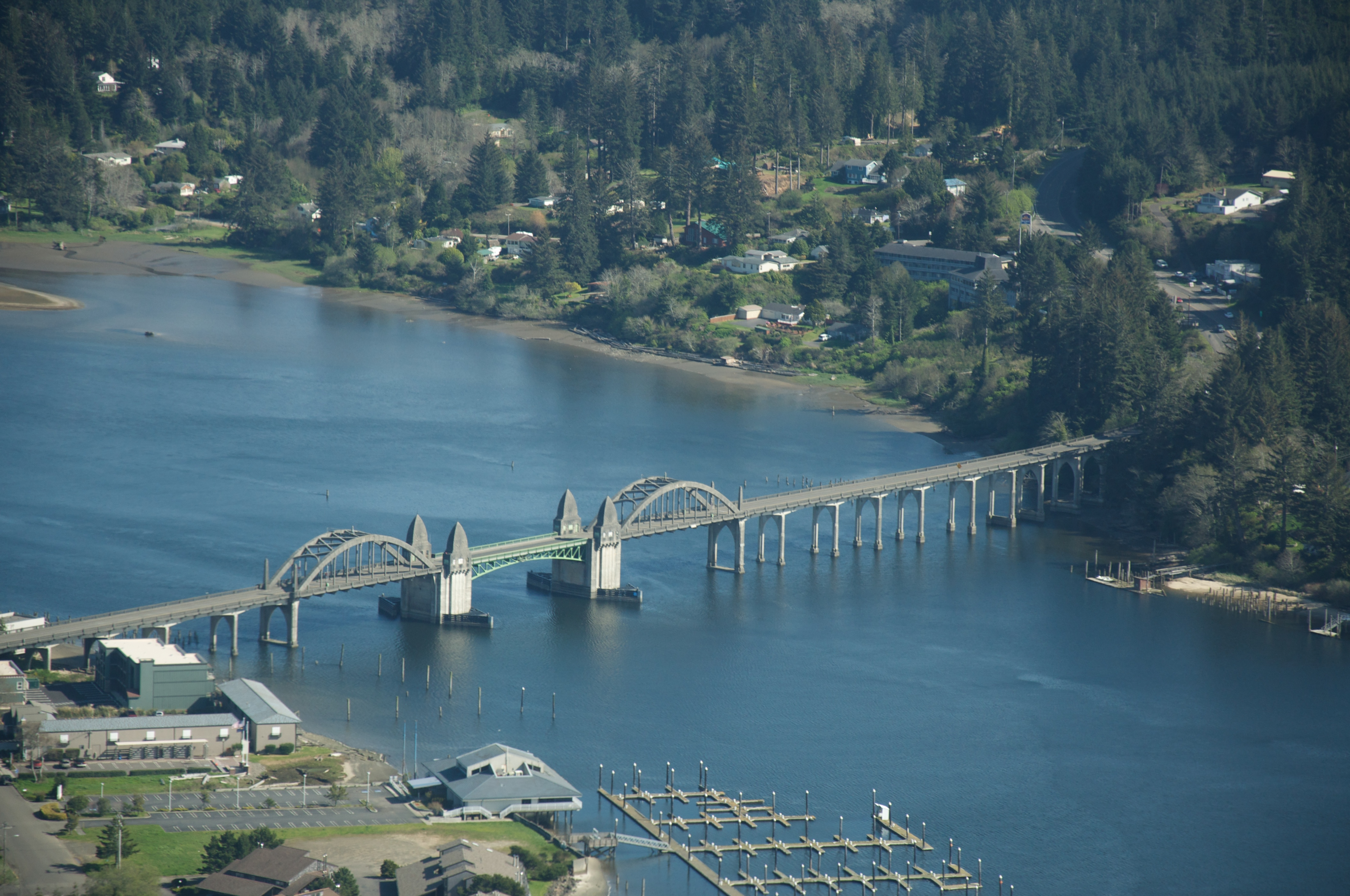
Híd a Siuslaw-folyó felett

#### Autópályák
A várost két közút szolgálja ki: a 101-es út és a 26-os országút.

#### Légi közlekedés
A város reptere a Florence-i városi repülőtér.

## Művészetek és kultúra

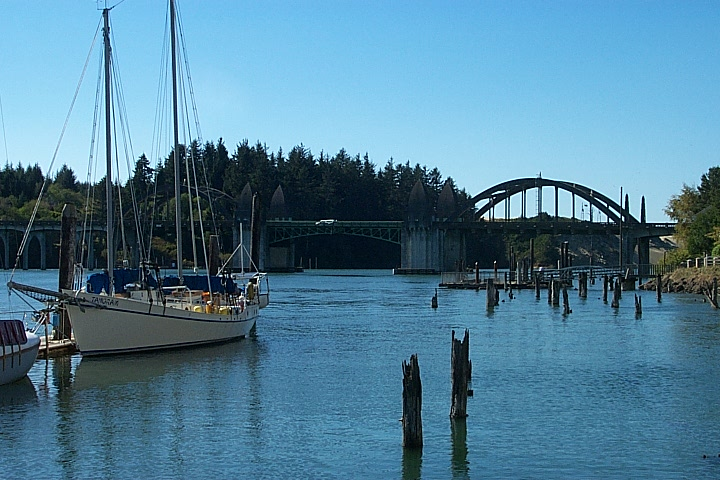
Vitorlás a helyi kikötőben

### Évente megrendezett esemény
1908 óta a városban rendezik meg a Havasszépe Fesztivált.

### Múzeumok és egyéb érdekes helyek
Az 1905-ben épült történelmi iskolaépületben található a Siuslaw Úttörőmúzeum.
A Siuslaw-folyó partjánál helyezkedik el az óváros. Tőle keletre fekszik a helyi kikötő, nyugatra pedig az 1936-ban art déco stílusban épült Siuslaw River híd. A terület fejlesztése érdekében egy sétányt építettek a kikötőhöz. Számos üzlet a 101-es út mellett található, ami észak-dél irányban szeli át Florence-t.
Északra, az út mellett találhatók az Oroszlánfókák Barlangjai, ami sok turistát vonz; az év bizonyos időszakaiban számos Steller-oroszlánfóka otthona.

### Történelmi épületek
Számos helyi épület áll nemzeti oltalom alatt: ilyenek például a  Edwin E. Benedict House; a ház szolgált inspirációul Ken Kesey-nek a Sometimes a Great Notion könyvében szereplő „Stamper House-hoz”. Ezen felül a nyilvántartásban szerepel a Heceta Head világítótorony őrháza, a Jessie M. Honeyman Memorial State Park Historic District, a Siuslaw-tavi híd és az óvárosi William Kyle and Sons Building.

## Parkok és pihenés

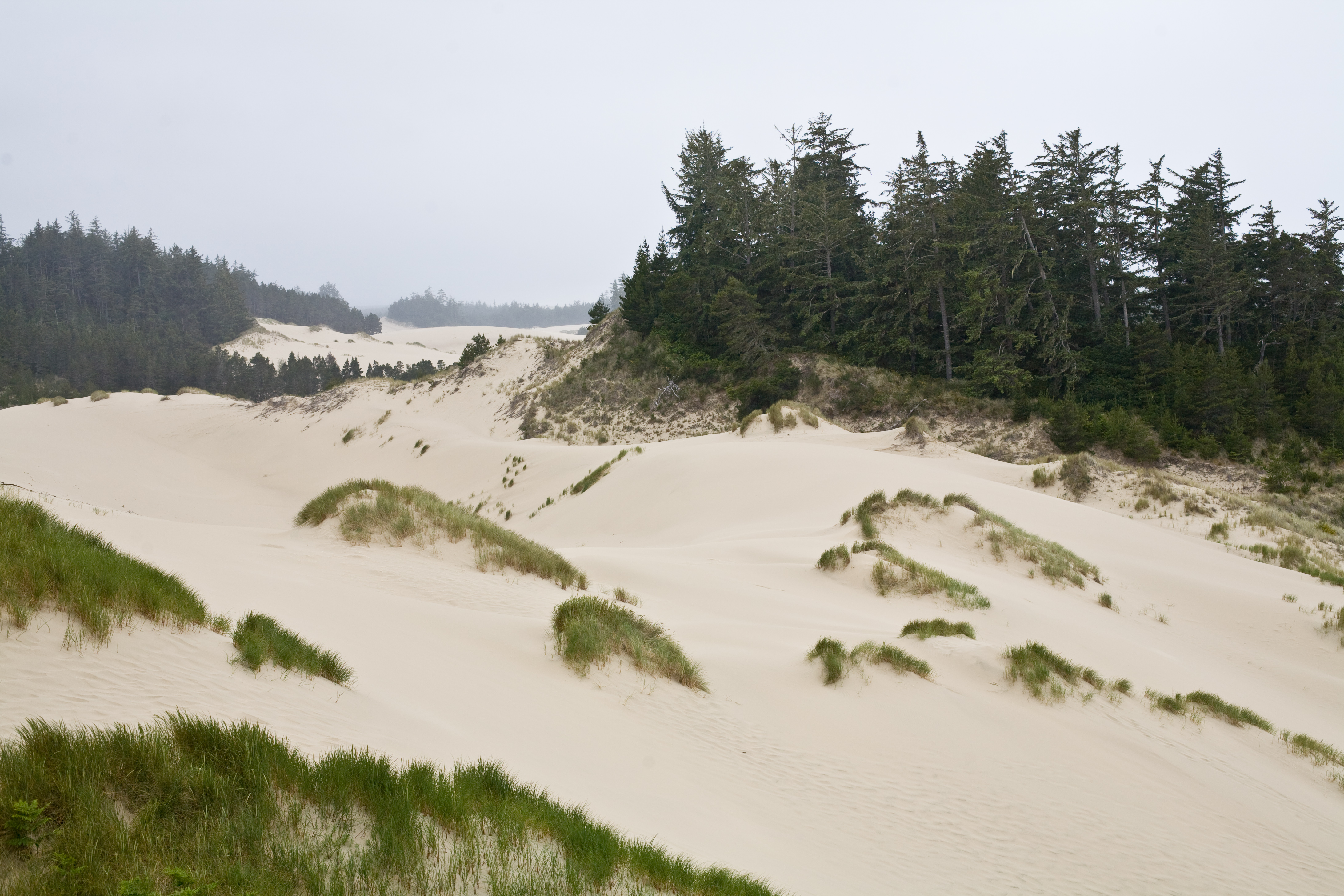
Az Oregon Dunes National Recreation Area Florence mellett

Az Oregon Parks and Recreation Department több parkot és látványosságot is üzemeltet a város környékén, ilyenek például a  Darlingtonia State Natural Sit vagy a Heceta Head világítótorony. Ezektől északra található a Devil's Elbow, délre pedig a Jessie M. Honeyman Memorial State Park. A várostól délre található a Siuslaw Nemzeti Erdő részeként fenntartott Oregon Dunes National Recreation Area.

## Média
- A város hetilapja a Siuslaw News; ezenfelül Eugene lapját, a The Register-Guardot itt is forgalmazzák.
- Innen sugároz a 90,7 Mhz ultrarövidhullámon a nonprofit, közösségi fenntartású KXCR rádióadó.
- További helyi rádiók a középhullámon sugárzó KCFM és az URH-n elérhető KCST-FM, melyek a nap 24 órájában játszanak zenét, emellett híreket, helyi és regionális sporthíreket, valamint vészhelyzetben információkat sugároznak.
- A K211BP kódú jelerősítő a eugene-i KRVM-FM helyi sugárzásában segít.
- A West Lane Translator, Inc. jelerősítő szolgáltatásokra szakosodott. 5 HD-televízióadást és 6 URH-rádióadást erősítenek fel, hogy Florence-ben is elérhetőek legyenek. A cég a KXCR-rel kapcsolatos jogok tulajdonosa.

### Bálnarobbantás
A helyi hatóságok 1970. november 12-én felrobbantottak egy partra sodródott bálnát; a művelet számos nem várt következménnyel járt.

## Testvérváros
- Jamagata, Japán

## Fordítás
Ez a szócikk részben vagy egészben  a   Florence, Oregon című angol Wikipédia-szócikk ezen változatának fordításán alapul.  Az eredeti cikk szerkesztőit annak laptörténete sorolja fel. Ez a jelzés csupán a megfogalmazás eredetét és a szerzői jogokat jelzi, nem szolgál a cikkben szereplő információk forrásmegjelöléseként.